# Hypomicrogaster gerontius
Hypomicrogaster gerontius är en stekelart som beskrevs av Nixon 1965. Hypomicrogaster gerontius ingår i släktet Hypomicrogaster och familjen bracksteklar. Inga underarter finns listade i Catalogue of Life.